# RanXerox
RanXerox (ou Ranx) est un androïde colossal, créé à partir des pièces d'un photocopieur et évoluant dans une projection futuriste ultra violente de la société du XXe siècle. À ce titre, il est le personnage principal éponyme de trois bandes dessinées cyberpunks, dessinées par l'Italien Tanino Liberatore, sur des scénarios de Stefano Tamburini pour les deux premiers tomes parus au début des années 1980, et d'Alain Chabat pour le troisième et dernier réalisé une quinzaine d'années plus tard.
L'ouvrage reçoit en 1983 le prix de la presse au Festival d'Angoulême. La même année, le corps du personnage illustre le dos de la pochette de l'album The Man From Utopia du musicien satiriste américain Frank Zappa (1940-1993).

## Sujet
Dans un monde post-moderne, à la suite d'un court-circuit, l'androïde RanXerox tombe sous le charme de Lubna, une lolita de 12 ans particulièrement exécrable et consommant de la drogue en permanence. À l'image d'un chevalier médiéval, il la ravitaille en stupéfiants, assassine les amants dont elle se lasse et perpètre toutes sortes de « performances » allant du massacre apocalyptique au spectacle d'un ridicule inouï en passant par le vandalisme bête et méchant.

## Création du personnage

### Origine du nom
Initialement, il s'appelait Rank Xerox, nom de la firme de fabrication de photocopieurs dont proviennent ses pièces. Mais pour éviter un procès, il fut rebaptisé RanXerox

## Publications
- Tanino Liberatore (dessin) et Stefano Tamburini (scénario), RanXerox, Albin Michel, coll. « L'Écho des savanes » :

1. RanXerox à New York, 1981  (ISBN 2226013946)[2].
2. Bon Anniversaire Lubna, 1983  (ISBN 2226018085)[3].
3. Amen ! (co-scénario d'Alain Chabat), 1996  (ISBN 2226087974).

- Ranx (intégrale), Drugstore, coll. « [Les Intégrales] », 2010  (ISBN 9782723475686).

Les trois tomes sont sortis séparément et ont été republiés en un seul volume regroupant les trois tomes en mai 2010.

## Adaptation en jeu vidéo
- 1990 : Ranx: The Video Game sur Amiga, Atari ST et DOS[4].